# Enoplotrupes largeteaui
Enoplotrupes largeteaui is een keversoort uit de familie mesttorren (Geotrupidae). De wetenschappelijke naam van de soort werd in 1883 gepubliceerd door Charles Oberthür.